# اقتل! (فلم)
اقتل! (بالإنجليزية: Kill!) هو فيلم إثارة وأكشن هندي باللغة الهندية صدر عام 2023، من إخراج نيكيل ناغيش بهات ومن إنتاج دارما برودكشنز وسيكيا إنترتينمينت. الفيلم مستوحى من تجربة سرقة قطار تعرض لها نيكيل ناغيش بهات في عام 1995، ويشارك في بطولته لاكشيا، راغاف جويال، آشيش فيديارثي، هارش شايا، تانيا مانيكتالا، و أبيشيك شوهان.
عُرض فيلم "اقتل!" لأول مرة في مهرجان تورونتو السينمائي الدولي في 7 سبتمبر 2023، حيث حصل على المركز الثاني في جائزة اختيار الجمهور لفئة "منتصف الليل المجنون". وتم عرضه أيضاً في مهرجان تريبيكا السينمائي في يونيو 2024.
صدر الفيلم في دور العرض بتاريخ 5 يوليو 2024 وحصل على تقييمات إيجابية من النقاد، وحقق إيرادات بلغت 47.12 كرور روبية مقابل ميزانية إنتاج قدرها 40 كرور روبية.

## القصة
أمريت راتود، وهو قائد في قوات الأمن القومي (NSG)، يعود إلى مسقط رأسه بالامبور، هيماشال براديش، مع زميله فيريش. أمريت في علاقة طويلة الأمد مع صديقته توليكا سينغ، ابنة رجل الأعمال النافذ بالديف سينغ ثاكور. لكن بالديف يرتب زواج توليكا من رجل آخر، ما يدفع أمريت وفيريش للسفر إلى رانشي لحضور خطوبة توليكا. هناك، يتوسل أمريت لتوليكا بالهرب معه، لكنها ترفض خوفاً من عواقب مواجهة والدها بالديف.
في اليوم التالي، تستقل توليكا وعائلتها قطارًا سريعًا من رانشي إلى نيودلهي، دون أن يدركوا أن أمريت وفيريش على متن القطار أيضًا. خلال الرحلة، يستغل أمريت الفرصة ليعرض الزواج على توليكا. ولكن، عند وصول القطار إلى محطة دالتونجانج، يصعد على متنه مجموعة من قطاع الطرق المسلحين بقيادة فاني بوشان بهدف سرقة عربات محددة. يتعاون فاني مع والده بيني بوشان، زعيم العصابة الشهير، للهروب من القطار بعد السرقة.
في أثناء عملية السطو، يحاول فاني خطف بالديف، لكن يتعرض للهجوم من أمريت وفيريش، اللذين ينقذان والدة توليكا ويقتلان بابان، ما يُشعل غضب فاني وابن بابان، رافي، اللذين يقرران الانتقام. يسيطر فاني على فيريش الجريح، بينما يحتجز أمريت رافي كرهينة. يكشف رافي عن أن هناك ستة وثلاثين من قطاع الطرق على متن القطار. يبحث أمريت عن أخت توليكا، أهانا، التي تكون محتجزة في إحدى العربات، بينما يصعد بيني على القطار ويصاب بصدمة عندما يجد بابان ميتًا.
يخطط فاني لاستخدام فيريش كطُعم للإيقاع بأمريت، الذي يقاتل عدة قطاع طرق قبل أن يُغلبه سيدهي، أحد أفراد العصابة. توليكا تواجه فاني، لكنه يطعنها ويلقي بها خارج القطار، مما يدفع أمريت للانتقام من العصابة. بيني يلوم فاني لقتل توليكا خوفاً من انتقام بالديف، لكنه يواصل خطته الأصلية لاختطاف عائلة بالديف للمطالبة بفدية. يستمر أمريت في هجماته، ما يجعل قطاع الطرق خائفين، لكن بيني يقنعهم بالبقاء عبر تذكيرهم بانتقام بالديف إذا هربوا.
لتخويف العصابة، يقوم أمريت بشنق جثث بعض أفراد العصابة في إحدى العربات. يتمكن بالديف وفيريش وأخي عارف، سهيل، وبعض الركاب الآخرين من جذب انتباه رجال الأمن، الذين لم يكونوا على دراية بعملية السطو. عندما يحاول الركاب سد المداخل لمنع العصابة من التحرك، يحاول فاني وبعض أعضاء العصابة التنقل خارج القطار، متجنبين الرصاص بصعوبة. يشتبك أمريت وسيدهي في قتال عنيف؛ وعندما يتغلب سيدهي على أمريت ويكون على وشك رميه خارج القطار، يهاجمه والدا عارف وسهيل من الخلف ويقتلهما.
تنقذ الشرطة أهانا وفيريش ويعودان إلى بالديف؛ ولكن فاني يعاود السيطرة على القطار ويقتل فيريش المنهك. خلال معركة مع عدد من أفراد العصابة في عربة مظلمة، يتم خيانة أمريت من قبل أحد قطاع الطرق المتخفي كراكب عادي ويتم أسره. وبينما يسخر فاني من أمريت حول مقتل فيريش، ويندلع خلاف بين بيني وفاني حول قتل بالديف، يستغل أمريت الفوضى لمهاجمة آخر أفراد العصابة، بما فيهم بيني، الذي يحرقه أمريت بوقود الولاعة. يواجه أمريت فاني، آخر قطاع الطرق المتبقين؛ رغم أن فاني يطعن أمريت عدة مرات، يتمكن أمريت من قتله بوحشية باستخدام المطرقة ويديه.
عند وصول القطار إلى محطة "بانديت دين دايال أوبدهيايا" في ولاية أوتار براديش، يصل رجال الأمن والمسعفون لإنقاذ الركاب. يجلس أمريت المصاب بشدة على مقعد، ويبدأ في الهلوسة، متخيلًا توليكا جالسة بجانبه.

## الممثلون
- لاكشيا في دور أميت راثود، جندي في قوات النخبة (NSG)
- راغاف جويال في دور فاني
- تانيا مانيكتالا في دور توليكا سينغ
- أبيشيك تشوهان في دور فيريش شاتوال
- أشيش فيديارثي في دور بيني
- هارش تشايا في دور بالديب سينغ ثاكور
- أدرِيجا سينغها في دور آهاَنا سينغ
- أفانيش باندي في دور تي تي إي
- بارث تيواري في دور سيدي
- أكشاي فيتشاري في دور أوجالا
- جيتيندرا كومار شارما في دور أخيليش جها (موظف في شرطة السكك الحديدية)
- روبيش كومار تشارانبهاري في دور بِيشنا
- سهيل جانغوردي في دور بادلو
- بريام غوبتا في دور كولي
- فيفيك كاشياب في دور موكوند
- سمير كومار في دور بيشان
- كاليب لوغان في دور براهماشوَر
- موسيس مارتون في دور موراري
- رياض خان في دور سوراجبهان
- شاكتي سينغ في دور لادان
- شيفام بارمار في دور صديق أميت
- بلال كازي
- بيشاپ كومار

## الإنتاج
بدأ إنتاج الفيلم في يونيو 2022، وكان يحمل العنوان المؤقت "آغات" (Aaghat)، ويشارك فيه لاكشيا (في ظهوره الأول في الأفلام) وتانيا مانكتالا (في فيلمها الثاني). قبل أقل من شهر من عرضه الأول في مهرجان تورنتو، أعلنت شركتا "دهارما برودكشنز" و"سيخيا إنترتينمنت" عن الفيلم "اقتل!" ليكون من إخراج نيكيل ناجيش بهات، كأول تعاون في شراكة محتوى بينهما في مايو 2023.
وفي مقابلة مع الصحفي سبهاش ك. جها، قال المخرج نيكيل ناجيش بهات إن الممثلين خضعوا لتدريب مع فنانين مختصين في فنون القتال المختلطة (MMA). وأضاف بهات في مقابلة أخرى أن الفيلم مستوحى من سرقة قطار حقيقية شهدها في عام 1995.

## الإصدار

### العرض السينمائي
تم عرض فيلم "اقتل!" في مهرجان تورونتو السينمائي الدولي في 7 سبتمبر 2023. وتم عرض الفيلم تجاريًا في الهند في 5 يوليو 2024. في أكتوبر 2023، حصلت شركة "لاينزغيت" على حقوق توزيع الفيلم في أمريكا الشمالية والمملكة المتحدة، مما يعد من أولى الحالات التي يشتري فيها استوديو هوليوودي حقوق فيلم باللغة الهندية ليتم عرضه مباشرة في الولايات المتحدة. تم عرض الفيلم في أكثر من 1000 شاشة عبر أمريكا الشمالية.
قامت شركة "لاينزغيت"، بالتعاون مع "رودسايد أتراكشنز"، بجدولة عرض الفيلم في الولايات المتحدة في 4 يوليو 2024، أي قبل يوم من عرضه في الهند. وقد اشترت شركة "إيه إيه فيلمز" على ما يبدو حقوق التوزيع للعرض السينمائي في الهند. في 5 سبتمبر، تم عرض الفيلم في الأرجنتين بواسطة "توزيعات بي إف"، وفي البرازيل بواسطة "باريس فيلمز". كما تم عرض الفيلم في روسيا تحت اسم "схватка" في 25 يوليو 2024 من قبل "مجموعة بارادايس"، وتم عرضه في كوريا الجنوبية في 28 أغسطس 2024.

### الوسائط المنزلية
في الهند، بدأ فيلم "Kill" بالبث على منصة ديزني+ هوتستار اعتبارًا من 6 سبتمبر 2024 باللغة الهندية، مع دبلجات لاحقة باللغات التيلوغوية، والتاميلية، والماليالامية اعتبارًا من 24 سبتمبر 2024.
دوليًا، تم إصدار الفيلم رقميًا بواسطة "لاينزغيت" في 23 يوليو 2024، مع إصدار نسخ "بلو راي" في 10 سبتمبر 2024.